# San Claudio (Tabasco)

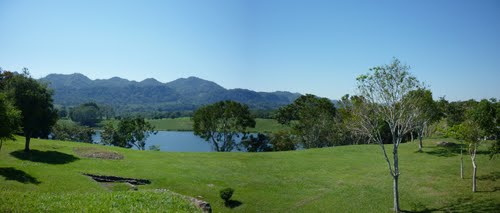
Laguna de San Claudio

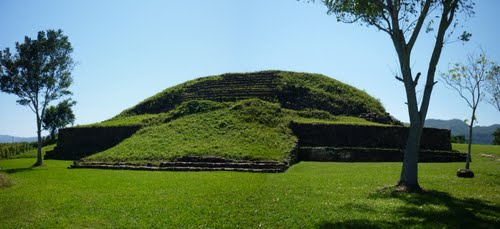
Hauptpyramide (Edificio Principal)

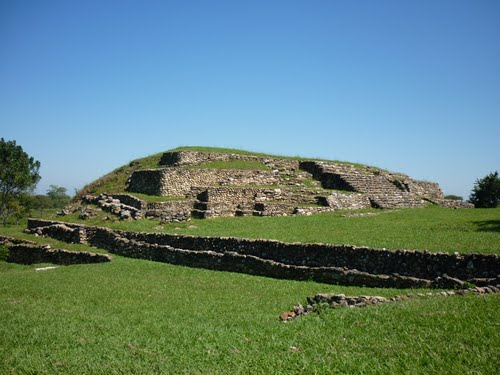
Rückseite der Hauptpyramide

San Claudio ist eine archäologische Stätte der Maya im heutigen mexikanischen Bundesstaat Tabasco. Sie ist benannt nach einem nahegelegenen kreisrunden Lagunensee.

## Lage
Die San Claudio genannte Ruinenstätte umfasst ein Gebiet von ca. 70 ha und befindet sich ca. 25 km südöstlich der Kleinstadt Tenosique nahe der Grenze zu Guatemala in einer Höhe von ca. 150 m ü. d. M. Die Maya-Stätte Pomoná liegt etwa 35 km nordwestlich.

## Geschichte
Bei den im Jahr 1997 durchgeführten Ausgrabungen wurde Keramikbruchstücke entdeckt, die in das 1./2. Jahrhundert n. Chr. datiert werden. Die Bauten der Ruinenstätte werden jedoch – obwohl keine einzige Stele und kein Datum der Langen Zählung gefunden wurden – der Epoche der Maya-Spätklassik (ca. 600 bis 900) zugerechnet.

## Archäologische Zone
Die in 5 Gruppen unterteilte Zone umfasst 94 Einzelbauwerke aus Stein – darunter eine Pyramide mit einer Maximalhöhe von ca. 18 m, zwei auf einer gemeinsamen Plattform aufstehende Bauten von etwa 5 bis 6 m Höhe (Estructura 12), die zusammen als „Observatorium“ bezeichnet werden und einen Ballspielplatz. Die meisten Strukturen sind jedoch nur ca. 2 bis 3 m hoch und können als Substruktionen von nur leicht erhöhten Wohnbauten (palacios) interpretiert werden.

## Knochenfunde
In der Ruinenstätte wurden bislang 35 Skelettfunde entdeckt, die allesamt eine leichte Nordostausrichtung hatten.